# 15967 Clairearmstrong
15967 Clairearmstrong è un asteroide della fascia principale del diametro medio di circa 12,16 km. Scoperto nel 1998, presenta un'orbita caratterizzata da un semiasse maggiore pari a 2,6371541 UA e da un'eccentricità di 0,2885204, inclinata di 12,21326° rispetto all'eclittica.
L'asteroide è dedicato all'astronoma amatoriale britannica Claire Armstrong.